# 세계 캐롬 당구 연맹

세계 캐롬 당구 연맹(프랑스어: Union Mondiale de Billard, UMB)은 캐롬 당구 종목을 관할하는 국제 스포츠 행정 기구이다.

## 참고 문헌
- “The Union Mondiale de Billard (UMB)”. 세계 당구 연맹.
- “세계 당구 연맹”. 국제 협회 연합.

## 같이 보기
- 캐롬
- 세계 당구 연맹